# Antonio Martinelli
Pour les articles homonymes, voir Martinelli.
Antonio Martinelli est un photographe franco-italien né à Venise.
Il réside actuellement à Paris.

## Biographie
Photographe vénitien et architecte de formation, Antonio Martinelli est diplômé de l’IUAV (Istituto Universitario di Architettura Venezia). Établi à Paris depuis la fin des années 1980, il a acquis une réputation internationale pour sa longue et étendue expérience photographique dans le domaine de l’architecture et du patrimoine.
Dès son très jeune âge il fréquente le Circolo Fotografico La Gondola à Venise. Pendant ses années vénitiennes, il se lie d’amitié avec Hugo Pratt pour lequel il réalise les photographies d’introduction du livre : Corto Maltese - Fable de Venise.
En 1979 le magazine Domus commande au photographe un reportage sur la construction et l'installation du Teatro del Mondo à Venise, nouveau travail de l’architecte Aldo Rossi commandité par La Biennale. Il suit l'évolution du travail, de la pose du premier pôle de la structure sur la barge à la mise à l'eau du Teatro, puis tout au long du voyage inaugural dans les brumes du lagon vénitien en direction de la Punta della Dogana, à l'entrée du Grand Canal. Il accompagnera, ensuite, le Teatro dans son voyage en mer Adriatique jusqu’à Dubrovnik.
La collaboration avec Domus et la Biennale ouvrent à Martinelli les portes de l’Arsenal de Venise pour un travail documentant la première exposition de la Biennale d’Architecture : La Strada Novissima, installée en 1980 dans le long bâtiment des Corderie. Premier photographe à avoir documenté les intérieurs de l’Arsenal, il continue cette exploration pour le livre de Giorgio Bellavitis L’Arsenale di Venezia Storia di una grande struttura urbana (Marsilio Editore 1983).
La relation d’amitié qui le lie à Aldo Rossi et à d’autres architectes et historiens de renom, parmi lesquels Francesco Dal Co, Manfredo Tafuri, Mario Botta, Jean-Louis Cohen, Claude Vasconi,, Henri Gaudin, Massimiliano Fuksas et Peter Zumthor, donne lieu à d’autres collaborations et à d’autres projets sur Venise, l’Italie, la France et le Japon.
En 1972, Martinelli part à la découverte du sous-continent indien. Ce voyage marquera le début d’une fréquentation longue et passionnée qui donnera lieu à de multiples projets photographiques pour de nombreuses publications et expositions en Europe, à New York et en Inde.
L’intérêt du photographe pour l’architecture et le paysage l’a également conduit à travailler pour le Touring Club Italiano,, l’éditeur Franco Maria Ricci (FMR et AD Architectural Digest), et à partir de 1980, commence sa collaboration avec la revue japonaise d'architecture A+U Architecture & Urbanisme pour laquelle il réalisera de nombreux reportages et des monographies sur l'architecture mondiale.

### 1995-2005: Le Projet Daniell/Martinelli
De 1995 à 2005, Antonio Martinelli travaille sur le projet Daniell/Martinelli, sous le haut patronage de l’UNESCO. Le livre dont le projet et les expositions liées ont fait l'objet est aujourd'hui disponibles en plusieurs langues sous les noms: Oriental Scenery : Yesterday & Today; Voyages en Inde, Hier et Aujourd’hui; et Passaggi in India : Ieri e Oggi.
À la suite de la lecture du livre Early Views India de Mildred Archer (en), Antonio Martinelli découvre le travail artistique et les aventures des artistes anglais Thomas et William Daniell (respectivement oncle et neveu), qui entamèrent à la fin du XIXe siècle un voyage à travers le subcontinent indien. Pendant leurs périples ils réalisèrent de nombreux dessins et aquarelles (de villes, palais, forteresses, temples et merveilles naturelles de l’Inde) avec l’aide d’une camera obscura. À leur retour en Angleterre ils produisirent, à partir de leurs dessins, une longue série d’aquatintes. Ces dernières furent publiées en six volumes (en total 144 aquatintes) sous le titre d'Oriental Scenery.
À partir de la fin 1995 et après un long travail de recherche, Antonio Martinelli entreprend de réaliser le même itinéraire que les Daniell au travers de quatre voyages en Inde. Grâce à l’aide du journal des Daniell il réussira à identifier avec certitude les lieux visités par les Daniell deux cents ans auparavant. Il positionnera alors son appareil photo à l’endroit même où les artistes avaient installé leur camera obscura, de façon à obtenir le même point de vue et en mettant face à face les vues anciennes et les photos contemporaines. Le résultat, extraordinaire, se lit dans son projet qui aboutira à la publication d’un livre publié en France, au Royaume Uni et en Inde, et à plusieurs expositions: en 2000 au Victoria Memorial Hall de Calcutta, en 2005 à Paris et Rome,, et à New Delhi en 2011,.

### 2001-2024: Collaborations avecPoint de VueetImages du Monde
Entre 2001 et 2024, il collabore avec les magazines Point de Vue et Images du Monde. Pour ces magazine il réalise des dizaines de reportages en France, en Europe et dans le Monde couvrant des sujets différents touchant à l’art, la culture, le patrimoine et les voyages.

### 2010-2011: Le Projet Lucknow
Entre 2010 et 2011, sur le sillage de son précédent travail basé sur les gravures des Daniell, il propose au musée Guimet un projet similaire pour une exposition « Lucknow au Miroir du temps » sur la ville mythique de Lucknow, au Nord de l’Inde, mais cette fois basé sur le face à face de photos du XIXe siècle et le photos correspondantes d’aujourd’hui.

### 2014-2015: Le Projet Deccan
En 2015, il répond à une commande du Metropolitan Museum of Art de New York pour l'exposition et le catalogue Sultans of Deccan India, 1500-1700 : Opulence and Fantasy.

### 2021: Exposition Aldo Rossi
L’architecte Alberto Ferlenga, directeur de la Fondazione IUAV de Venise, ancien collaborateur de l’architecte Aldo Rossi, lui demande de participer à l’exposition « Aldo Rossi: The Architect and the Cities » au Musée MAXXI de Rome avec ses photographies uniques du Teatro del Mondo, œuvre poétique et éphémère de Rossi.

### 2020: Le Projet ‘Paris-Souvenir-Paris’
Entre le 11 mars et le 5 mai 2020, en compagnie de son collègue et ami Luc Castel ,ils sillonnent les rues de Paris pendant la période du confinement pour documenter en photo la Ville Lumière désertée de ses habitants. Leur travail, commandé par les Éditions Delpyre, n’a jamais été publié mais restera à toujours un témoignage de Paris en quarantaine sous le Covid.

### 2018-2023: Le Projet Nicolo’ Manucci
Inspiré par la lecture du manuscrit que son ami Marco Moneta allait publier chez l’éditeur UTET en Italie, il lui propose de s’embarquer ensemble dans un projet d’exposition qui va mettre en lumière pour la première fois, la vie, les aventures et l’œuvre de Nicolo’ Manucci, personnage oublié par l’histoire mais très connu parmi les spécialistes du monde Mogol de l’Inde du XVIIe siècle. Après des années, ils arriverons à réaliser l’exposition «Nicolo’ Manucci’ le Marco Polo de l’Inde» à la Fondazione dell’Albero d’Oro à Venise entre avril et novembre 2023.

### 2022: Exposition à l’IUAV – Université d’Architecture de Venise
“Il Teatro del Mondo - Venezia 1980. L'inizio di un viaggio.”

### 2023: Le Projet Dior en Inde
En mars 2023 il est invité par Maria Grazia Chiuri, directrice artistique de Dior, pour documenter la préparation et les événements artistiques autour du premier défilé de mode de la maison Dior en Inde, à Mumbai, devant la Gateway of India,. (ref) 

### 2021-2023: Le Projet Paris Moderne 1914-1945
Sollicité par les historiens de l’architecture Jean-Louis Cohen et Pascal Mory, il collabore avec eux pour le projet d'exposition « Paris Moderne 1914-1945 pour laquelle il doit photographier plusieurs bâtiments emblématiques construits entre les deux guerres. L’exposition aura lieu à la Power Station of Art de Shanghai, entre juillet et octobre 2023. Le catalogue, en trois langues, sera publié par Flammarion. Ses photographies illustrent deux promenades architecturales à Paris intra-muros et hors les murs,.

## Expositions principales
- 1991 - L’Arsenale di Venezia - Paris, Institut Culturel Italien
- 1998 - Oriental Scenery: Then and Now, Art Today Gallery, New Delhi
- 1999 - Venise et le Théâtre du Monde : Hommage à l’architecte Aldo Rossi, Théâtre du Rond-Point des Champs-Élysées, Paris
- 2000 - Oriental Scenery : Two hundred years of India’s artistic and architectural heritage -Victoria Memorial Hall - Calcutta
- 2000 - Velha Goa- Fondaçao Oriente – Macau
- 2001 - Velha Goa- Maison du Portugal, Paris
- 2005 - Passages en Inde. Hier et Aujourd’hui– Conciergerie, Paris[18],[35]
- 2005 - Passaggi in India. Ieri e Oggi– Scuderie del Quirinale 2005[36],[37]
- 2011 - Oriental Scenery: Yesterday & Today– Indira Gandhi National Center for the Arts – New Delhi[22]
- 2011 - Lucknow au Miroir du Temps- Musée Guimet, Paris[23],[38]
- 2012 - LaTendenza- Centre national d'art et de culture Georges-Pompidou – Paris[39]
- 2013 - Venice's Arsenale 1980 - Awaiting for a New Beginning- Art Moorhouse, London[5]
- 2015 – Sultans of Deccan India, 1500-1700: Opulence and Fantasy- The Metropolitan Museum of Art - New York[25]
- 2015 - In the Footsteps of Le Corbusier- Art Heritage Gallery, New Delhi[40],[41],[42]
- 2018 - Pesaro, la splendeur d’une villa impériale- Institut culturel italien de Paris[43],[44]
- 2021 - Aldo Rossi: The Architect and the Cities. Musée MAXXI, Rome[26]
- 2022 - Il Teatro del Mondo - Venezia 1980. L'inizio di un viaggio. IUAV, Venise.[29]
- 2023 - Nicolo’ Manucci’ le Marco Polo de l’Inde. Fondazione dell’Albero d’Oro, Venise[28].
- 2023 - Paris Moderne 1914-1945. Power Station of Art, Shanghai[32].

## Publications
Les ouvrages publiés d’Antonio Martinelli incluent :
- Kanch Mandir Il Tempio degli Specchi (Franco Maria Ricci)
- Teatro del Mondo - Aldo Rossi (Cluva)
- India (Touring Club Italiano)[45]
- Carlo Scarpa (A+U)
- Firenze (Touring Club Italiano)
- Mario Botta (A+U)
- The Royal Palaces of India (Thames & Hudson)[46],[47]
- The 20th Century Architecture and Urbanism : Paris (A+U)
- The 20th Century Architecture and Urbanism : Milano (A+U)
- Voyage en Inde (Citadelles & Mazenot)[48]
- Paris Architettures : 1900-2000 (Norma)[49]
- Palais du Rajasthan (Citadelles & Mazenot)[50]
- Lucknow au Miroir du Temps (Filigrane)[51].
- 2015 – Sultans of Deccan India, 1500-1700: Opulence and Fantasy- The Metropolitan Museum of Art - New York[25]
- Islamic Architecture of Deccan, India, publié au printemps 2018 par ACC Arts Books en Angleterre[52],[53].
- Paris Moderne 1914-1945. Editions Flammarion[33],[34]